# Atysilla bredoi
Atysilla bredoi är en skalbaggsart som beskrevs av Louis Burgeon 1946. Atysilla bredoi ingår i släktet Atysilla och familjen Melolonthidae. Inga underarter finns listade.